# Хлопці кращі за квіти
Хлопці кращі за квіти (кор. 꽃보다 남자, англ. Boys Over Flowers) — серіал, створений в 2009 році в Південній Кореї режисером Чон Чжі Саном у жанрі драма, мелодрама, комедія.
Це історія про звичайну дівчину Гим Чан Ді, яка випадково врятувавши життя хлопцю, потрапила в закриту елітну школу.
Драма складається з 25 серій по 60 хвилин кожна.

## Сюжет
Добрими намірами дорога в пекло встелена — значення цього прислів'я на собі відчула звичайна школярка Гим Чан Ді, якій випав шанс навчатися в елітній школі, спеціально створеній корпорацією «Шинхва» для виховання та навчання дітей із багатих сімей із садочка і до університету.
Гим Чан Ді допомагала батькові з роботою в його хімчистці і він попросив її доставити замовлення в школу «Шинхва». Побачивши, що один із учнів хоче вкоротити собі життя, Гим Чан Ді кидається йому на допомогу. Таким чином, вона розкриває таємницю, що в школі для обраних насправді відбуваються жахливі речі — знущання та переслідування слабших, а на чолі цього стоїть так звана «F4» — четвірка найбагатших хлопців зі старшої школи.
Оскільки глава корпорації «Шинхва» не хоче публічного скандалу, вона вирішує прийняти Гим Чан Ді вчитися в цю елітну школу, як стипендіатку.
Спокійні будні для доньки господаря хімчистки закінчуються. Багаті та розпещені діти звикли знущатися і ображати слабших, а Гим Чан Ді не може стояти осторонь, коли хтось чинить несправедливо. Коли її подруга потрапляє в руки F4, вона чинить гідний опір і дає відсіч знущанням. Однак коли вся школа повстає проти неї, вона навпаки здобуває повагу і захоплення від F4.

## Акторський склад

### Головні ролі
- Ку Хє Сон в ролі Гим Чан Ді
- Лі Мін Хо в ролі Гу Джун Пьо
- Кім Хьон Джун в ролі Юн Джи Хо
- Кім Бом в ролі Со Іджун
- Кім Джун в ролі Сон Во

### Другорядні ролі

#### Люди з вищої школи Шинхва
- Кук Чі Йон в ролі Чхве Чін Хі
- Чан Ча Йон в ролі Пак Сон Джа
- Мін Йон Вон в ролі Лі Мі Сук
- Лі Сі Йон в ролі О Мін Джі
- Чон Ий Чхоль в ролі Лі Че Ха

#### Люди навколо Гу Джун Пьо
- Лі Хє Йон в ролі Кан Хі Су
- Кім Хьон Джу в ролі Ку Чун Хі
- Лі Мін Чон в ролі Ха Че Гьон
- Чон Хо Бін в ролі Чон Сан Рок

#### Люди навколо Гим Чан Ді
- Ан Сок Хван в ролі Гим Іль Бон
- Ім Є Джі в ролі На Кон Джу
- Пак Чі Бін в ролі Гим Кан Сан
- Кім Кі Бан в ролі Пом Чхун Сік

#### Люди навколо Юн Джи Хо
- Лі Чон Гіль в ролі Юн Сок Йон
- Хан Чхе Йон в ролі Мін Со Хьон

#### Люди навколо Со Іджун
- Кім Со Ин в ролі Чху Ка Иль
- Кім Чон Джін в ролі Со Хьон Соп
- Лім Чу Хван в ролі Со Іль Хьон
- Пак Су Чін в ролі Чха Ин Дже

## Оригінальні звукові доріжки
| Хлопці кращі за квіти (Original Television Soundtrack) | Хлопці кращі за квіти (Original Television Soundtrack) | Хлопці кращі за квіти (Original Television Soundtrack) | Хлопці кращі за квіти (Original Television Soundtrack) | Хлопці кращі за квіти (Original Television Soundtrack) | Хлопці кращі за квіти (Original Television Soundtrack) |
| #                                                      | Назва                                                  | Автор слів                                             | Автор музики                                           | Виконавець                                             | Тривалість                                             |
| ------------------------------------------------------ | ------------------------------------------------------ | ------------------------------------------------------ | ------------------------------------------------------ | ------------------------------------------------------ | ------------------------------------------------------ |
| 1.                                                     | «파라다이스» (Main Theme)                              | О Чун Сон, Ин Чон Тхе                                  | О Чун Сон                                              | T-MAX                                                  | 4:26                                                   |
| 2.                                                     | «내 머리가 나빠서»                                     | О Чун Сон, Ин Чон Тхе                                  | О Чун Сон                                              | SS501                                                  | 4:23                                                   |
| 3.                                                     | «알고있나요»                                           | О Чун Сон, Ин Чон Тхе                                  | О Чун Сон                                              | Someday                                                | 4:12                                                   |
| 4.                                                     | «Stand By Me»                                          | О Чун Сон, Ин Чон Тхе                                  | О Чун Сон                                              | SHINee                                                 | 4:07                                                   |
| 5.                                                     | «Lucky»                                                | О Чун Сон, Ин Чон Тхе                                  | О Чун Сон                                              | Ashily                                                 | 4:00                                                   |
| 6.                                                     | «별빛눈물»                                             | Кім Ю Ґьон                                             | О Чун Сон                                              | Кім Ю Ґьон                                             | 4:04                                                   |
| 7.                                                     | «조금은»                                               | О Чун Сон, Ин Чон Тхе                                  | О Чун Сон                                              | Со Чін Йон                                             | 4:44                                                   |
| 8.                                                     | «One More Time»                                        | О Чун Сон, Ин Чон Тхе                                  | О Чун Сон                                              | 나무자전거                                             | 4:23                                                   |
| 9.                                                     | «I Know (Saxophone Inst.)» (з Лі Чон Сіком)            |                                                        | О Чун Сон                                              | О Чун Сон                                              | 2:04                                                   |
| 10.                                                    | «Dance With Me (Inst.)»                                |                                                        | О Чун Сон                                              | О Чун Сон                                              | 1:47                                                   |
| 11.                                                    | «Blue Flower (Inst.)»                                  |                                                        | О Чун Сон                                              | О Чун Сон                                              | 1:46                                                   |
| 12.                                                    | «So Sad (Inst.)»                                       |                                                        | О Чун Сон                                              | О Чун Сон                                              | 2:05                                                   |
| 13.                                                    | «Main Title (파라다이스 Intro)»                        | Ин Чон Тхе, О Чун Сон                                  | О Чун Сон                                              | О Чун Сон, T-MAX                                       | 0:51                                                   |

| Хлопці кращі за квіти (Original Television Soundtrack) Part 2 | Хлопці кращі за квіти (Original Television Soundtrack) Part 2 | Хлопці кращі за квіти (Original Television Soundtrack) Part 2 | Хлопці кращі за квіти (Original Television Soundtrack) Part 2 | Хлопці кращі за квіти (Original Television Soundtrack) Part 2 | Хлопці кращі за квіти (Original Television Soundtrack) Part 2 |
| #                                                             | Назва                                                         | Автор слів                                                    | Автор музики                                                  | Виконавець                                                    | Тривалість                                                    |
| ------------------------------------------------------------- | ------------------------------------------------------------- | ------------------------------------------------------------- | ------------------------------------------------------------- | ------------------------------------------------------------- | ------------------------------------------------------------- |
| 1.                                                            | «Say Yes»                                                     | Тхе Хун, Хван Сон Дже                                         | Хван Сон Дже                                                  | T-MAX                                                         | 3:30                                                          |
| 2.                                                            | «Wish Ur My Love»                                             | Кім Ханиль                                                    | Пак Кин Чхоль                                                 | J.ae, T-MAX                                                   | 4:50                                                          |
| 3.                                                            | «아쉬운 마음인걸»                                             | Сон Су Юн                                                     | Хан Че Хо, Кім Син Су                                         | A'ST1                                                         | 3:08                                                          |
| 4.                                                            | «애인만들기»                                                  | Чо Йон Су                                                     | Чо Йон Су                                                     | SS501                                                         | 3:22                                                          |
| 5.                                                            | «어떡하죠»                                                    | Чісон (з Loveholics)                                          | Чісон (з Loveholics)                                          | Чісон (з Loveholics)                                          | 3:15                                                          |
| 6.                                                            | «Love Is Fire»                                                | Сон Су Юн                                                     | Хан Че Хо, Кім Син Су                                         | Kara                                                          | 4:04                                                          |
| 7.                                                            | «Love U»                                                      |                                                               | Хан Сан Вон                                                   | HowL                                                          | 3:43                                                          |
| 8.                                                            | «사랑같은 거»                                                 | Кан Ин Кьон                                                   | Пак Хе Ун                                                     | Brand New Day                                                 | 4:32                                                          |
| 9.                                                            | «눈물이 난다»                                                 | Лі Сан Ґон, Пак Кин Чхоль                                     | Пак Кин Чхоль                                                 | Лі Сан Ґон                                                    | 4:08                                                          |
| 10.                                                           | «Cellogic»                                                    |                                                               | Кім Хьон Бо                                                   | Кім Йон Мін                                                   | 2:02                                                          |
| 11.                                                           | «다가가다»                                                    |                                                               | Кім Хьон Бо                                                   | Тон Йо                                                        | 1:38                                                          |
| 12.                                                           | «곡명낯선 해»                                                 |                                                               | Пак Хє Рі                                                     | Various Artists                                               | 3:38                                                          |
| 13.                                                           | «사랑을 위하여»                                               |                                                               | Пак Хє Рі                                                     | Various Artists                                               | 2:38                                                          |

## Рейтинги
Найнижчі рейтинги позначені синім кольором, а найвищі — червоним кольором.
| Серія            | Дата показу      | Середнє значення кількості переглядів | Середнє значення кількості переглядів | Середнє значення кількості переглядів | Середнє значення кількості переглядів |
| Серія            | Дата показу      | AGB Nielsen                           | AGB Nielsen                           | TNmS                                  | TNmS                                  |
| Серія            | Дата показу      | Загальнонаціональні                   | Сеул                                  | Загальнонаціональні                   | Сеул                                  |
| ---------------- | ---------------- | ------------------------------------- | ------------------------------------- | ------------------------------------- | ------------------------------------- |
| 1                | 5 січня 2009     | 13,7%                                 | 13,8%                                 | 14,3%                                 | 14,4%                                 |
| 2                | 6 січня 2009     | 16,1 %                                | 15,9 %                                | 17,6 %                                | 17,4 %                                |
| 3                | 12 січня 2009    | 18,2 %                                | 17,2 %                                | 20,8 %                                | 21,1 %                                |
| 4                | 13 січня 2009    | 17,7 %                                | 17,8 %                                | 21,4 %                                | 21,6 %                                |
| 5                | 19 січня 2009    | 22,2 %                                | 21,4 %                                | 24,8 %                                | 24,3 %                                |
| 6                | 20 січня 2009    | 23,2 %                                | 23,0 %                                | 24,8 %                                | 24,6 %                                |
| 7                | 26 січня 2009    | 18,1 %                                | 17,4 %                                | 19,5 %                                | 19,1 %                                |
| 8                | 27 січня 2009    | 22,6 %                                | 22,1 %                                | 25,9 %                                | 25,3 %                                |
| 9                | 2 лютого 2009    | 25,8 %                                | 24,9 %                                | 29,7 %                                | 29,4 %                                |
| 10               | 3 лютого 2009    | 26,7 %                                | 25,6 %                                | 30,5 %                                | 30,2 %                                |
| 11               | 9 лютого 2009    | 26,2 %                                | 25,6 %                                | 31,5 %                                | 31,8 %                                |
| 12               | 10 лютого 2009   | 27,6 %                                | 27,0 %                                | 31,4 %                                | 31,2 %                                |
| 13               | 16 лютого 2009   | 27,6 %                                | 27,7 %                                | 31,5 %                                | 31,5 %                                |
| 14               | 17 лютого 2009   | 27,7 %                                | 26,8 %                                | 31,9 %                                | 32,0 %                                |
| 15               | 23 лютого 2009   | 29,2 %                                | 28,5 %                                | 32,4 %                                | 32,3 %                                |
| 16               | 24 лютого 2009   | 30,1 %                                | 30,0 %                                | 33,2 %                                | 32,9 %                                |
| 17               | 3 березня 2009   | 26,6 %                                | 27,3 %                                | 29,9 %                                | 30,6 %                                |
| 18               | 9 березня 2009   | 32,9%                                 | 33,3 %                                | 35,5%                                 | 35,7%                                 |
| 19               | 10 березня 2009  | 26,6 %                                | 26,3 %                                | 31,2 %                                | 31,3 %                                |
| 20               | 16 березня 2009  | 30,6 %                                | 31,2 %                                | 32,6 %                                | 31,6 %                                |
| 21               | 17 березня 2009  | 30,8 %                                | 31,1 %                                | 33,6 %                                | 33,8 %                                |
| 22               | 23 березня 2009  | 29,9 %                                | 30,8 %                                | 31,8 %                                | 32,4 %                                |
| 23               | 24 березня 2009  | 30,3 %                                | 31,7 %                                | 31,8 %                                | 31,6 %                                |
| 24               | 30 березня 2009  | 29,0 %                                | 30,1 %                                | 30,2 %                                | 29,2 %                                |
| 25               | 31 березня 2009  | 32,7 %                                | 33,5%                                 | 34,8 %                                | 34,9 %                                |
| Середнє значення | Середнє значення | 25,7%                                 | 25,6%                                 | 28,5%                                 | 28,4%                                 |

## Нагороди та номінації
| Рік  | Нагорода                               | Категорія                                                      | Отримувач                         | Результат | Примітки |
| ---- | -------------------------------------- | -------------------------------------------------------------- | --------------------------------- | --------- | -------- |
| 2009 | 45-та Премія мистецтв Пексан           | Найкращий акторський дебют (чоловіки)                          | Лі Мін Хо                         | Перемога  | [ 6 ]    |
| 2009 | 45-та Премія мистецтв Пексан           | Премія за популярність (чоловіки)                              | Кім Хьон Джун                     | Перемога  | [ 6 ]    |
| 2009 | 45-та Премія мистецтв Пексан           | Премія за популярність (чоловіки)                              | Лі Мін Хо                         | Номінація | [ 7 ]    |
| 2009 | 14-та Asian Television Awards          | Краший телесеріал                                              | Хлопці кращі за квіти             | Номінація | [ 8 ]    |
| 2009 | 14-та Asian Television Awards          | Кращий актор в телесеріалі                                     | Лі Мін Хо                         | Номінація | [ 8 ]    |
| 2009 | 14-та Asian Television Awards          | Краща акторка в телесеріалі                                    | Ку Хє Сон                         | Номінація | [ 8 ]    |
| 2009 | 3-тя Mnet 20's Choice Awards           | HOT зірка серіалу, чоловіки                                    | Кім Сан Бом                       | Номінація | [ 9 ]    |
| 2009 | 3-тя Mnet 20's Choice Awards           | HOT зірка серіалу, чоловіки                                    | Кім Хьон Джун                     | Номінація | [ 9 ]    |
| 2009 | 3-тя Mnet 20's Choice Awards           | HOT зірка серіалу, чоловіки                                    | Лі Мін Хо                         | Номінація | [ 9 ]    |
| 2009 | 3-тя Mnet 20's Choice Awards           | HOT зірка серіалу, жінки                                       | Ку Хє Сон                         | Номінація | [ 9 ]    |
| 2009 | 4-та Сеульська міжнародна премія драми | Популярний серіал                                              | Хлопці кращі за квіти             | Перемога  | [ 10 ]   |
| 2009 | 4-та Сеульська міжнародна премія драми | Нагорода за популярність (чоловіки)                            | Кім Хьон Джун                     | Перемога  | [ 10 ]   |
| 2009 | 4-та Сеульська міжнародна премія драми | Нагорода за популярність (чоловіки)                            | Лі Мін Хо                         | Номінація | [ 11 ]   |
| 2009 | Cyworld Digital Music Awards           | Пісня місяця (лютий)                                           | «내 머리가 나빠서» виконана SS501 | Перемога  | [ 12 ]   |
| 2009 | Cyworld Digital Music Awards           | Кращий OST                                                     | «내 머리가 나빠서» виконана SS501 | Перемога  | [ 12 ]   |
| 2009 | 11-та Mnet Asian Music Awards          | Кращий OST                                                     | «내 머리가 나빠서» виконана SS501 | Перемога  | [ 13 ]   |
| 2009 | Bugs Music Awards                      | Краща пісня року з телесеріалу                                 | «내 머리가 나빠서» виконана SS501 | Перемога  | [ 14 ]   |
| 2009 | 2-га Korea Junior Star Awards          | Кращий новий актор                                             | Кім Хьон Джун                     | Перемога  | [ 15 ]   |
| 2009 | Премія KBS драми                       | Нагороди за майстерність, Краща акторка середньотривалої драми | Ку Хє Сон                         | Перемога  | [ 16 ]   |
| 2009 | Премія KBS драми                       | Кращий новий актор                                             | Лі Мін Хо                         | Перемога  | [ 16 ]   |
| 2009 | Премія KBS драми                       | Краща нова акторка                                             | Кім Со Ин                         | Перемога  | [ 16 ]   |
| 2009 | Премія KBS драми                       | Нагорода Netizen (акторка)                                     | Ку Хє Сон                         | Перемога  | [ 16 ]   |
| 2009 | Премія KBS драми                       | Краща пара                                                     | Лі Мін Хо та Ку Хє Сон            | Перемога  | [ 16 ]   |
| 2009 | Премія KBS драми                       | Краща пара                                                     | Кім Хьон Джун та Ку Хє Сон        | Номінація | [ 17 ]   |
| 2009 | Премія KBS драми                       | Кращий новий актор                                             | Кім Хьон Джун                     | Номінація |          |
| 2009 | Премія KBS драми                       | Кращий новий актор                                             | Кім Бом                           | Номінація |          |
| 2009 | Премія KBS драми                       | Кращий юний актор                                              | Пак Чі Бін                        | Номінація |          |
| 2009 | Премія KBS драми                       | Нагорода за популярність (актор)                               | Лі Мін Хо                         | Номінація |          |
| 2009 | Премія KBS драми                       | Нагорода за популярність (актор)                               | Кім Хьон Джун                     | Номінація |          |